# Gemeindebau

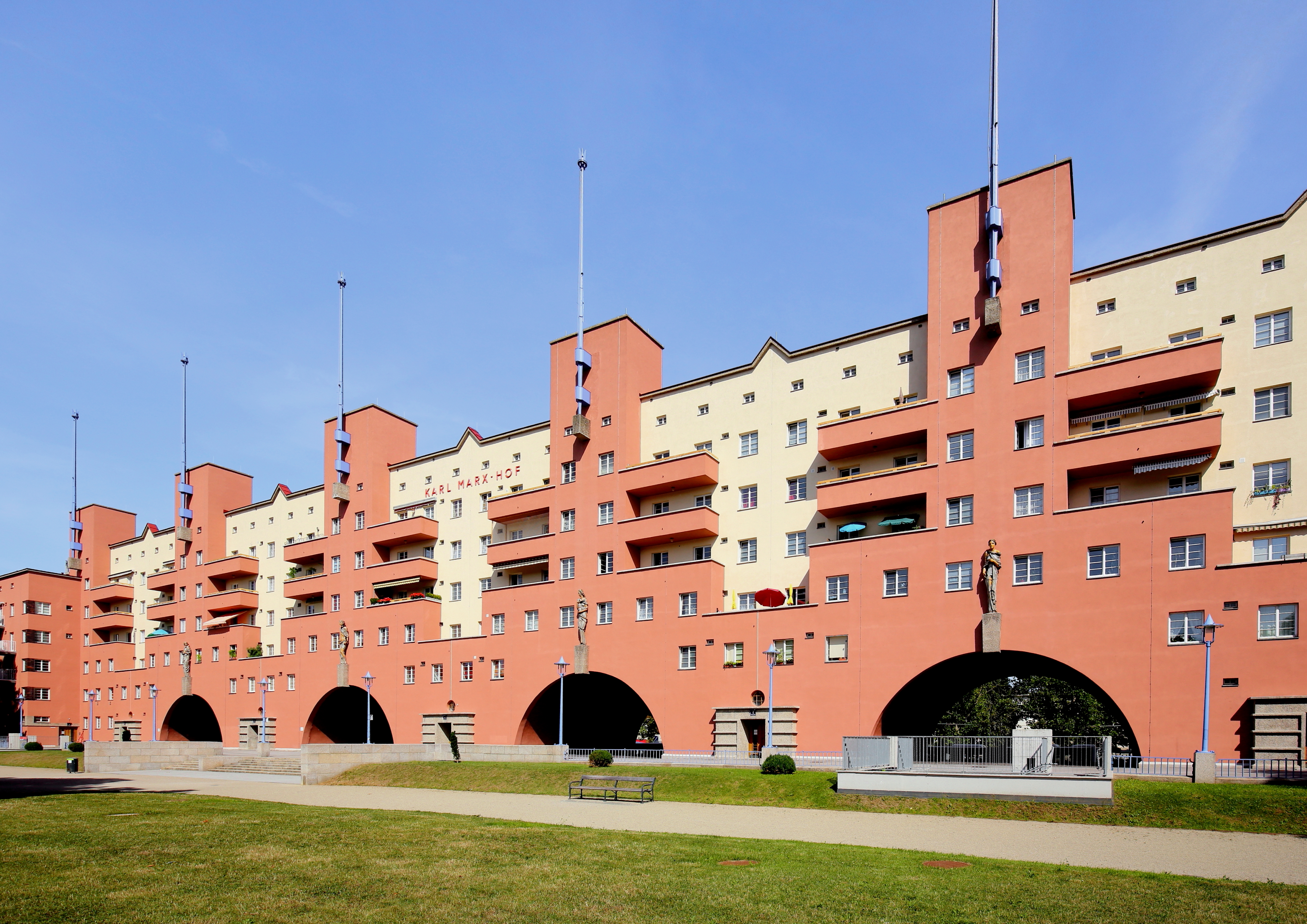
El Karl-Marx-Hof en Viena.

Gemeindebau (pronunciación en alemán: /ɡəˈmaɪndəbaʊ/; en plural: Gemeindebauten) es una palabra del alemán de Austria que literalmente significa «edificio del municipio». Se usa para designar aquellos edificios residenciales construidos en Austria por un gobierno municipal, especialmente por el Ayuntamiento de Viena, para proporcionar vivienda pública, habitualmente en régimen de alquiler.

## Viena

### Historia
Los gemeindebauten se han convertido en una parte importante de la arquitectura y la cultura de Viena desde la década de 1920. Hasta 1918, las condiciones de vida de la creciente clase trabajadora de Viena eran pésimas para los estándares modernos. Los inspectores de la ciudad descubrían continuamente viviendas insalubres, siendo el hacinamiento, la excesiva humedad y la ausencia total de luz y ventilación los problemas identificados con mayor frecuencia. Solo en 1877, la autoridad sanitaria municipal de la ciudad (la Stadtfysikat) registró 1113 casos de viviendas inadecuadas, en más de dos tercios de las cuales se observó un exceso de humedad. El hacinamiento también era un problema crónico, y en un caso documentado en el informe municipal de sanidad de 1871 se encontró que:

En una cabaña que apenas contenía espacio suficiente para seis personas estaban hacinadas cuarenta, dos de las cuales estaban enfermas de fiebre tifoidea. Solo en el suelo de esta cabaña había doce camas. En otra cabaña de madera, cubierta en el exterior con tierra y que solo contaba con una pequeña ventana cerrada permanentemente, había trece personas. No había rastro de ningún baño, y se tenía que cocinar con agua turbia procedente de pozos sucios; no había otros pozos disponibles. También se descubrieron varias chozas de barro, difícilmente visibles desde el exterior, adosadas al dique de la presa recientemente rellenada. Estas chozas estaban construidas con tablones y postes, que convergían hacia arriba formando un ángulo agudo, y estaban cubiertas en el exterior con tierra. Solo se podía entrar agachado, y cada una de estas chozas solo recibía luz y aire a través de la entrada, de 32 centímetros de anchura.

Cuando durante la Primera República de Austria (1918–1934) el Partido Socialdemócrata consiguió el control de la Administración municipal (etapa llamada «Viena roja»), emprendió el proyecto de mejorar las condiciones de vida de la clase trabajadora. Durante esta época se construyó un gran número de gemeindebauten, habitualmente en forma de grandes complejos residenciales. Incluyendo los edificios que se completaron tras la guerra civil austríaca de febrero de 1934, se construyeron 64 000 apartamentos, que proporcionaron vivienda para unas 220 000 personas. Los apartamentos se asignaban utilizando un sistema de puntos que favorecía a las familias y ciudadanos con menores recursos.
El gemeindebau típico del período de entreguerras tiene una entrada principal con una gran puerta, a través de la cual se entra en un patio con árboles y algo de vegetación, donde los niños pueden jugar sin tener que salir a la calle. A los apartamentos se accede desde el interior. Esta configuración, semejante a una fortaleza, hacía que los edificios fueran adaptables a un uso militar. Por ello, varios gemeindebauten de Viena, en particular el Karl-Marx-Hof, fueron escenarios de enfrentamientos durante la guerra civil austríaca de febrero de 1934, en la que fueron defendidos como baluartes del Partido Socialdemócrata.
Se siguieron construyendo gemeindebauten después de 1945, pero el estilo arquitectónico evolucionó con el paso de las décadas. En las décadas de 1960 y 1970, el Ayuntamiento empezó a construir grandes complejos residenciales formados por torres como el Großfeldsiedlung. En la actualidad, unas seiscientas mil personas, aproximadamente un tercio de la población de Viena, viven en apartamentos propiedad del Ayuntamiento.

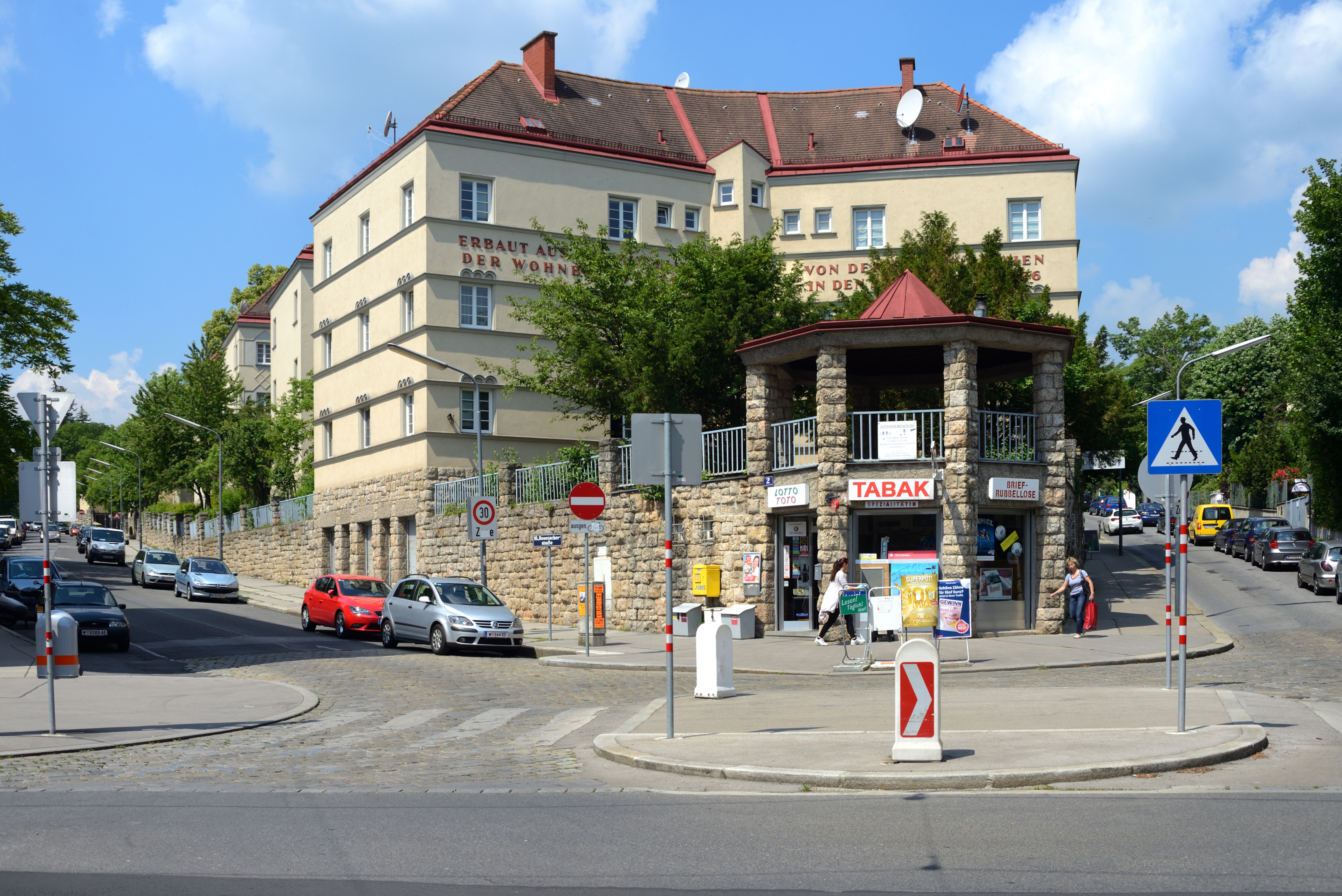
El Sandleitenhof.

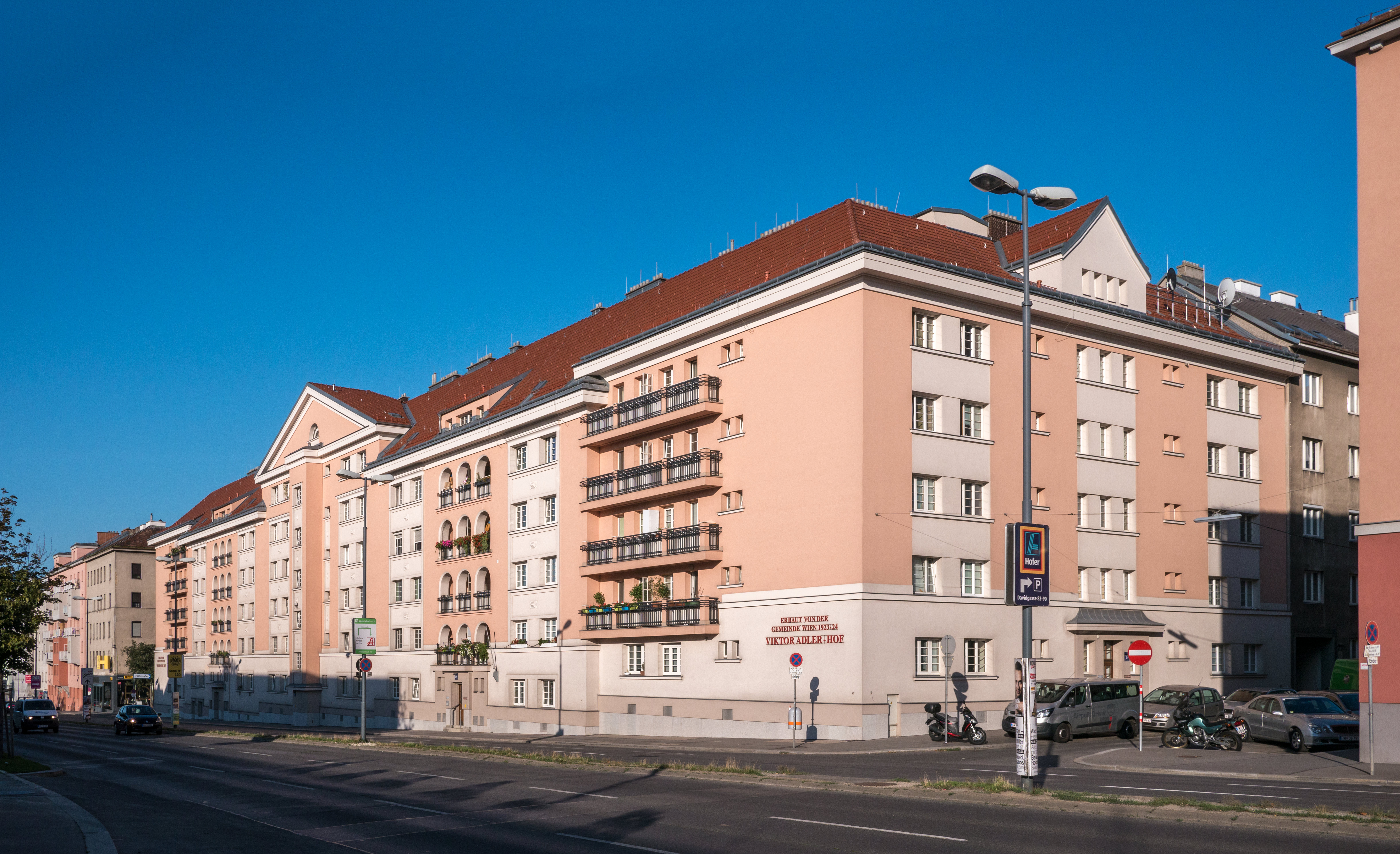
El Viktor-Adler-Hof.

### Características
Los gemeindebauten de Viena se pueden reconocer por el siguiente texto o similar, que habitualmente se puede leer en grandes letras de color rojo sobre la entrada principal:

Wohnhausanlage der Gemeinde Wien errichtet in den Jahren 1925 bis 1927 aus den Mitteln der Wohnbausteuer
Complejo residencial del Ayuntamiento de Viena construido entre 1925 y 1927, financiado con los ingresos procedentes del impuesto sobre la vivienda

Los gemeindebauten más grandes están identificados por su nombre. Estos nombres a veces proceden de la ubicación geográfica del edificio, pero habitualmente tienen el nombre de una persona, a veces una figura que luchó por la libertad como George Washington, pero mucho más a menudo el de un socialista célebre como Olof Palme o un funcionario del Partido Socialdemócrata de Viena.

### Gemeindebautennotables

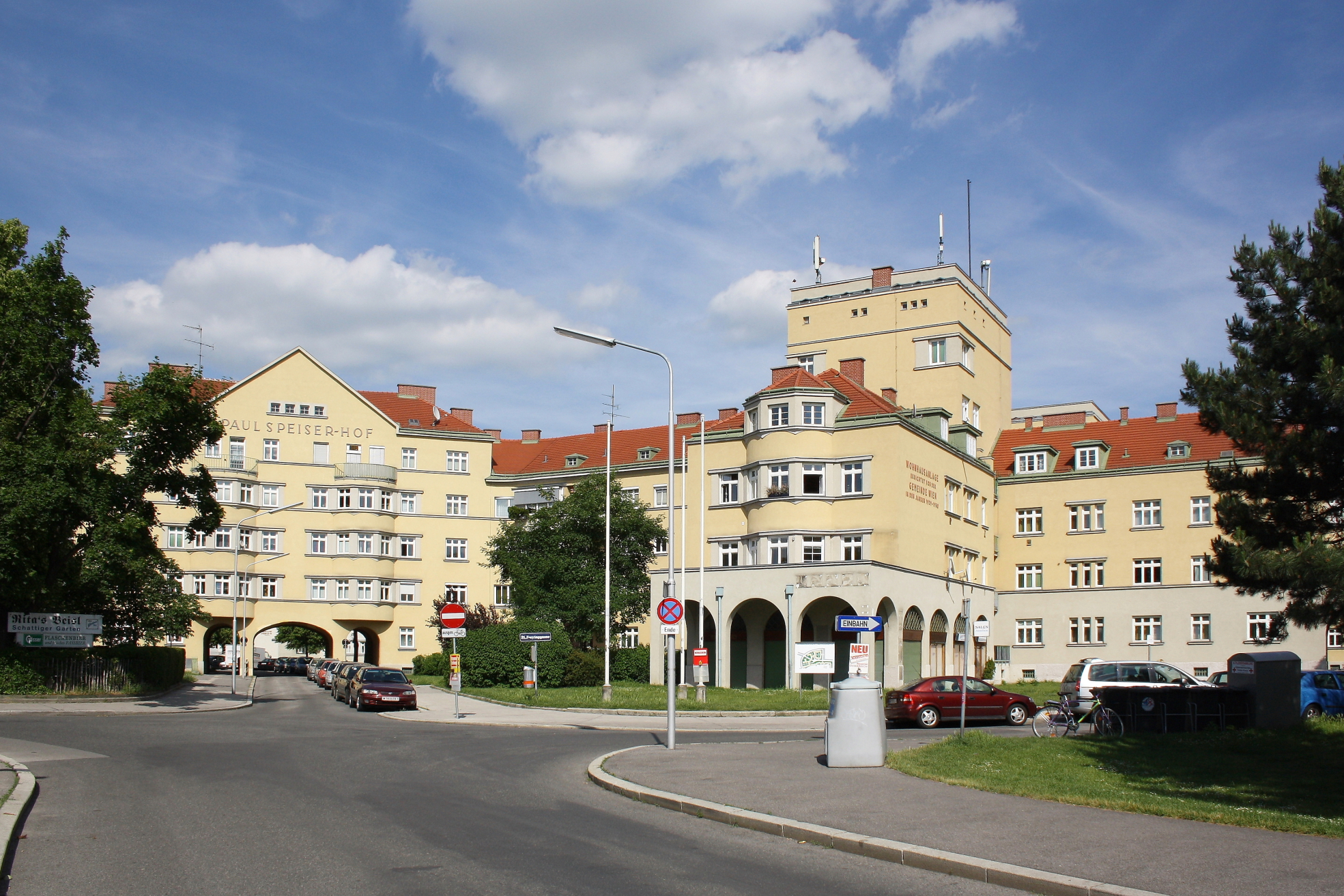
El Paul-Speiser-Hof.

El gemeindebau más famoso de Viena es el Karl-Marx-Hof, construido entre 1927 y 1933. Otros gemeindebauten notables son:
- Metzleinstaler Hof (1920), cuyo nombre se debe al antiguo suburbio de Matzleinsdorf
- Viktor-Adler-Hof (1924), dedicado a Víctor Adler
- Reumannhof (1926), dedicado a Jakob Reumann
- Lassalle-Hof (1926), dedicado a Ferdinand Lassalle
- Rabenhof (1927)
- Sandleitenhof (1928), cuyo nombre se debe a los antiguos pozos de arena presentes en la zona
- Paul-Speiser-Hof (1929), dedicado a Paul Speiser
- Goethehof (1930), dedicado a Johann Wolfgang von Goethe
- George-Washington-Hof (1930), dedicado a George Washington
- Wohnhausanlage Friedrich-Engels-Platz (1933), dedicado a Friedrich Engels
- Karl-Seitz-Hof (1933), dedicado a Karl Seitz